# Mrs. Robinson
Mrs. Robinson ist ein Lied des US-amerikanischen Folk-Rock-Duos Simon & Garfunkel. Im April 1968 als Single veröffentlicht, war es nach The Sounds of Silence von 1965 der zweite Nummer-eins-Hit von Simon & Garfunkel in deren Heimatland. Eine frühe Version des von Paul Simon geschriebenen Liedes war im Film Die Reifeprüfung von 1967 zu hören und erschien im Januar 1968 auf dem zugehörigen Soundtrack. Die endgültige Fassung erschien im April 1968 auf dem Album Bookends. Das Lied wurde mit zwei Grammy Awards ausgezeichnet.

## Entstehung

### Mrs. Robinson
Der Film Die Reifeprüfung handelt von der Affäre eines frischgebackenen College-Absolventen mit einer älteren, verheirateten Frau, Mrs. Robinson. Während der Dreharbeiten entwickelte der Regisseur Mike Nichols eine Zuneigung zu den Liedern von Simon & Garfunkel, fand jedoch keine Möglichkeit, die Musik des Duos für den Film zu verwenden. Lawrence Turman, der Produzent des Films, konnte letztlich mit Paul Simon aushandeln, dass dieser drei neue Lieder für den Film schreiben sollte. Als sich die Arbeiten am Filmschnitt ihrem Ende näherten, waren nicht genug Lieder fertig. Simon hatte Nichols zwar Punky’s Dilemma und Overs vorgestellt, aber beide sagten Nichols nicht für den Film zu. Bei einem Treffen mit Simon und Garfunkel fragte der Regisseur, ob sie ihm nicht etwas anderes anbieten könnten. Sie spielten ihm ein paar Noten eines Songs vor, an dem sie gerade arbeiteten. Dieser war jedoch nicht für den Film bestimmt, sondern handelte von vergangenen Zeiten, von Joe DiMaggio und Mrs. Roosevelt. Über den genauen Verlauf des Gesprächs gibt es abweichende Schilderungen von Nichols und Garfunkel. Letztlich kam man jedoch überein, den Text so anzupassen, dass Mrs. Robinson anstelle von Mrs. Roosevelt besungen werden konnte.
Im Film sind nur zwei Zeilen aus dem Refrain des Liedes zu hören. Der Liedtext unterscheidet sich von dem der Single: “Stand up tall, Mrs. Robinson, God in heaven smiles on those who pray.” (etwa: „Stehen Sie aufrecht, Frau Robinson, Gott im Himmel freut sich über die, die beten.“) In der Singleversion beginnt der Refrain dagegen mit den Worten: “And here’s to you, Mrs. Robinson, Jesus loves you more than you will know.” („Auf Ihr Wohl, Frau Robinson! Jesus liebt Sie mehr, als Ihnen klar ist.“)

### Joe DiMaggio
Bei seiner letzten Wiederholung ändert sich der Text des Refrains, die ersten Zeilen lauten dann: “Where have you gone, Joe DiMaggio? A nation turns its lonely eyes to you.” („Wo bist Du hin, Joe DiMaggio? Eine Nation wendet Dir ihre einsamen Augen zu.“). Paul Simon sah in dem Baseballstar DiMaggio einen amerikanischen Helden und eine kulturelle Ikone der USA seiner Zeit. Mit der Frage, wohin DiMaggio gegangen sei, wollte er eine Leerstelle zum Ausdruck bringen, da nach seiner Auffassung derartige Heldenfiguren rar geworden waren.
DiMaggio fühlte sich von der Frage nach seinem Weggang beleidigt und soll in Betracht gezogen haben, Simon zu verklagen. Ein paar Jahre nach der Veröffentlichung von Mrs. Robinson trafen die beiden zufällig in einem italienischen Restaurant aufeinander, und Simon stellte sich ihm als der Verfasser des Liedes vor. Sie sprachen über den Text, und DiMaggio erläuterte ihm sein Unbehagen. Er habe gerade eine Werbung für Kaffeeautomaten gemacht und sei Sprecher einer Bank, er sei noch immer da: “I haven’t gone anywhere.” („Ich bin nirgendwo hingegangen.“) Simon erklärte ihm, wie er die Frage gemeint hatte. DiMaggio akzeptierte die Erklärung und dankte ihm.

## Erfolg in den Hitparaden

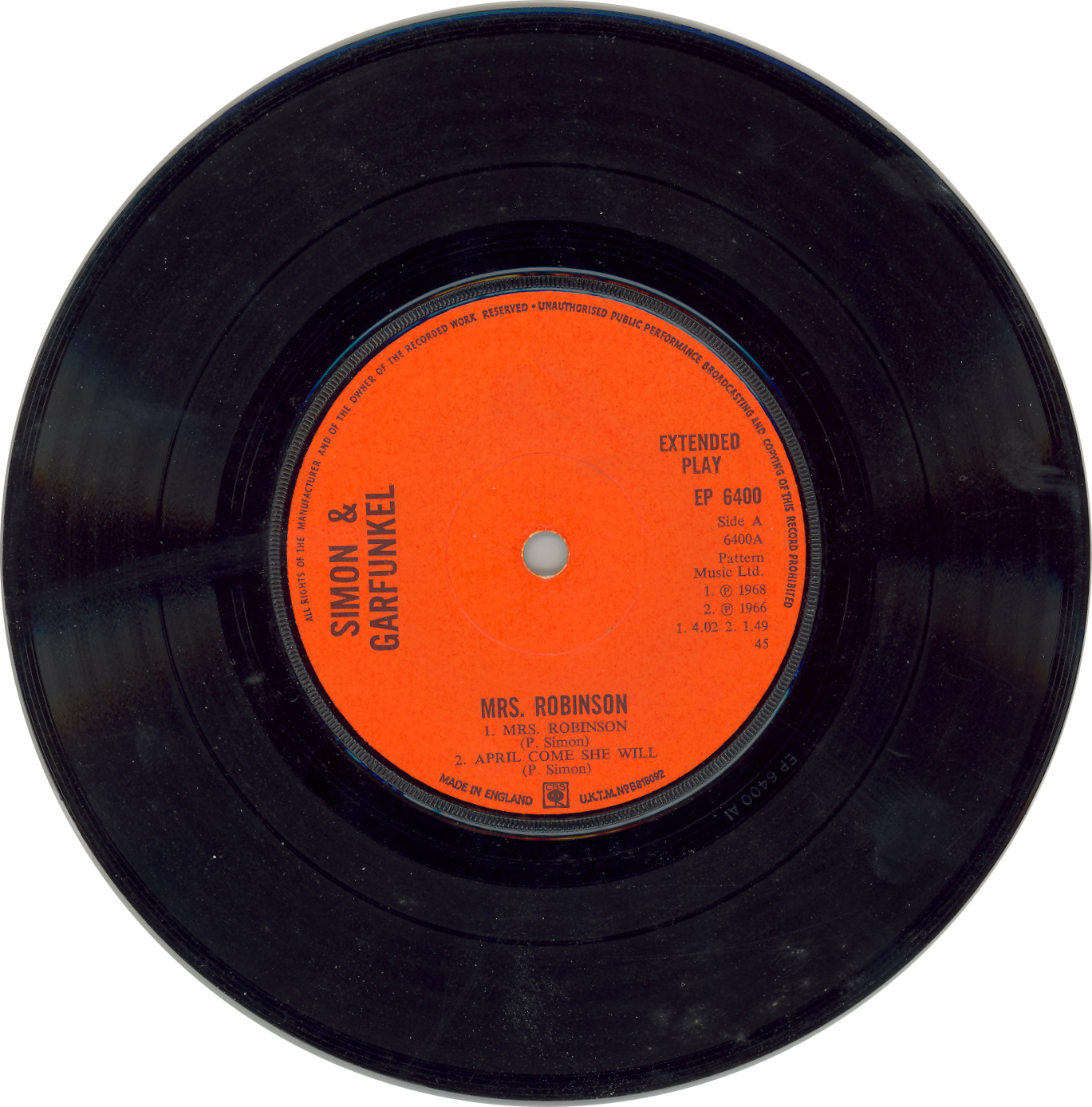
A-Seite der britischen EP-Version von 1968 (das CBS-Logo wurde entfernt)

Das Lied wurde im April 1968 von Columbia Records als 7″-Single veröffentlicht. Als B-Seite diente Old Friends / Bookends, ein weiteres Stück aus dem Album Bookends. In Großbritannien erschien Mrs. Robinson 1968 außerdem als EP. Weitere Titel auf der Platte waren auf der A-Seite April Come She Will, auf der B-Seite Scarborough Fair/Canticle und The Sound of Silence. Die EP war für fünf Wochen in den britischen Charts vertreten und erreichte als beste Position den neunten Rang.

## Auszeichnungen
Bei den Grammy Awards 1969 wurden zwei der Preise für Mrs. Robinson vergeben. Mit der Ehrung als Single des Jahres (Record of the Year) gewann das Lied eine der Hauptkategorien; vergeben wurde der Preis an die Interpreten Simon & Garfunkel sowie an Roy Halee als Produzent des Liedes. Daneben wurden Simon & Garfunkel für Mrs. Robinson als beste Gesangsdarbietung eines Duos oder einer Gruppe, zeitgenössischer Pop (Best Contemporary-Pop Performance, Vocal Duo Or Group) ausgezeichnet. Weiterhin erhielten Paul Simon und Dave Grusin für die Filmmusik für Die Reifeprüfung den Grammy Award für die beste Originalmusik geschrieben für einen Film oder ein Fernsehspecial  (Best Original Score Written For A Motion Picture Or A Television Special).

## Kommerzieller Erfolg

### Chartplatzierungen
Am 1. Juni 1968 erreichte Mrs. Robinson die Spitze der US-amerikanischen Singlecharts Billboard Hot 100. Dort war es insgesamt 13 Wochen vertreten, davon drei Wochen auf Platz eins.
Auf den europäischen Musikmärkten wurde die Single unterschiedlich aufgenommen. In den britischen Singlecharts hielt sie sich zwölf Wochen und erreichte zwischenzeitlich Platz 4. In den deutschen Singlecharts war sie dagegen nur einen halben Monat (1 Chartausgabe), und zwar auf Platz 39. Für neun Wochen war sie in der Schweizer Hitparade, beste Position hier war der 9. Rang. In Österreich erreichte sie hingegen keine Chartposition.
| ChartsChartplatzierungen       | Höchstplatzierung | Wochen |
| ------------------------------ | ----------------- | ------ |
| Deutschland (GfK)              | 39 (1 Wo.)        | 1      |
| Schweiz (IFPI)                 | 6 (9 Wo.)         | 9      |
| Vereinigte Staaten (Billboard) | 1 (13 Wo.)        | 13     |
| Vereinigtes Königreich (OCC)   | 4 (12 Wo.)        | 12     |

| ChartsJahrescharts (1968)      | Platzierung |
| ------------------------------ | ----------- |
| Vereinigte Staaten (Billboard) | 9           |

### Auszeichnungen für Musikverkäufe
| Land/Region                  | Auszeichnungen für Musikverkäufe (Land/Region, Auszeichnung, Verkäufe) | Verkäufe  |
| ---------------------------- | ---------------------------------------------------------------------- | --------- |
| Dänemark (IFPI)              | Gold                                                                   | 45.000    |
| Deutschland (BVMI)           | Gold                                                                   | 250.000   |
| Italien (FIMI)               | Platin                                                                 | 100.000   |
| Neuseeland (RMNZ)            | 2× Platin                                                              | 60.000    |
| Spanien (Promusicae)         | Platin                                                                 | 60.000    |
| Vereinigte Staaten (RIAA)    | Gold                                                                   | 1.000.000 |
| Vereinigtes Königreich (BPI) | Platin                                                                 | 600.000   |
| Insgesamt                    | 3× Gold · 5× Platin ·                                                  | 2.115.000 |

Hauptartikel: Simon & Garfunkel/Auszeichnungen für Musikverkäufe

## Coverversionen
Das Lied wurde mehrfach von anderen bekannten Musikern gecovert. Eine der frühesten bekannten Coverversionen befindet sich auf Frank Sinatras Album My Way von 1969. Sinatra änderte mehrere Zeilen des Liedtextes, unter anderem ersetzte er das Wort „Jesus“ im Refrain durch „Jilly“. Im selben Jahr erschien eine Version der Sängerin Lulu im Film Cucumber Castle der Bee Gees. Ein weiteres Cover stammt von der Independent-Band The Lemonheads, die das Lied 1992 in eine Punknummer verwandelte und damit eine ihrer kommerziell erfolgreichsten Singles hatte. Eine Version von Eläkeläiset trägt den Titel Herra Kekkonen. Auch die Rockband Bon Jovi nahm eine Cover-Version des Songs bei einem ihrer Live-Auftritte auf und veröffentlichte diese Aufnahme auf der limitierten Edition ihres 1995er Albums These Days. 1971 erschien eine gleichnamige deutsche Version des österreichischen Sängers Peter Horton auf dem Markt.